# 알람 엘 할파 전투
알람 엘 할파 전투(Battle of Alam el Halfa)는 1942년 8월 30일부터 9월 5일까지 제2차 세계 대전의 서부 사막 전역에서 일어난 전투이다.
버나드 로 몽고메리가 이끄는 영국 제8군, 에르빈 롬멜이 이끄는 독일-이탈리아 기갑사단 사이에서 일어난 전투이며 이집트 엘 알라메인 남부에서 벌어졌다. 서부 사막 전역에서 일어난 전투 가운데 마지막으로 일어난 추축국의 대규모 공격으로 시작되었으며 연합국의 대대적인 반격으로 인해 연합국의 승리로 끝났다.

## 전투 편성

### 연합군
제8군 (영국) - 버나드 로 몽고메리 중장
- 영국 13 군단 - 브라이언 호록스 중장
  - 뉴질랜드 2 사단
    - 뉴질랜드 4보병여단
    - 뉴질랜드 5보병여단
    - 뉴질랜드 6보병여단
    - 영국 132보병여단

  - 영국 44 보병사단
    - 131보병여단
    - 133보병여단

  - 영국 7 기갑사단
    - 4경기갑여단
    - 7차량화보병여단

  - 영국 10 기갑사단
    - 22기갑여단
    - 8기갑여단
    - 23기갑여단

### 추축군
아프리카 기갑군 - 에르빈 롬멜 원수
- 아프리카 군단
  - 제15기갑사단
    - 8기갑연대
    - 115기갑척탄병연대

  - 제21기갑사단
    - 5기갑연대
    - 104기갑척탄병연대

  - 제90경보병사단
    - 155경보병연대
    - 200경보병연대
    - 361경보병연대

- 이탈리아 20 차량화군단
  - 제132기갑사단
    - 132기갑연대
    - 8베르살리에리연대

  - 제133기갑사단
    - 133기갑연대
    - 12베르살리에리연대

  - 제101차량화사단
    - 65보병연대
    - 66보병연대
    - 9베르살리에리연대

- 제10군단
  - 제17보병사단
    - 27보병연대
    - 28보병연대

  - 제27보병사단
    - 19보병연대
    - 20보병연대

  - 185공수사단
    - 186공수보병연대
    - 187공수보병연대